# 米歇尔·卡凡多
米歇尔·卡凡多（法語：Michel Kafando，1942年8月18日－），布基纳法索政治家、外交家，自2014年11月18日起任布基纳法索过渡总统。他在1982年至1983年曾任布基纳法索外交部长，后自1998年到2011年的13年中一直担任着布基纳法索驻联合国大使。执政27年的布基纳法索前总统布莱兹·孔帕奥埃因2014年布基纳法索起义而辞职后，72岁的米歇尔·卡凡多被选为过渡总统（接替临时的军人总统亚科巴·伊萨克·齐达），以带领国家度过自下次大选之前的过渡期。2015年9月16日下午2時30分，政府部長會議進行時，支持前總統孔帕奧埃的總統衛隊發動政變，在總統府扣押了過渡總統米歇爾·卡凡多、總理伊薩克·齊達，及公職部長和住房部長，並宣佈解散過渡政府。9月21日，卡凡多獲釋後，前往法國大使館暫避。在西非國家經濟共同體協調發動政變的總統衛隊和反對政變的軍隊進行談判後，9月23日早上，總統衛隊簽署協議，交還權力予過渡政府，卡凡多隨後宣佈恢復執政。